# هيرمان مور
هيرمان مور (بالإنجليزية: Herman Moore)‏ هو لاعب كرة قدم أمريكية أمريكي، ولد في 20 أكتوبر 1969 في لينوود في الولايات المتحدة.

## وصلات خارجية
- هيرمان مور على موقع مرجع كرة القدم المحترفة.كوم (الإنجليزية)
- هيرمان مور على موقع قاعة فرجينيا للمشاهير الرياضية (الإنجليزية)